# Case-Pilote
Case-Pilote è un comune francese di 4.587 abitanti situato nel dipartimento d'oltre mare della Martinica.